# Tómbol

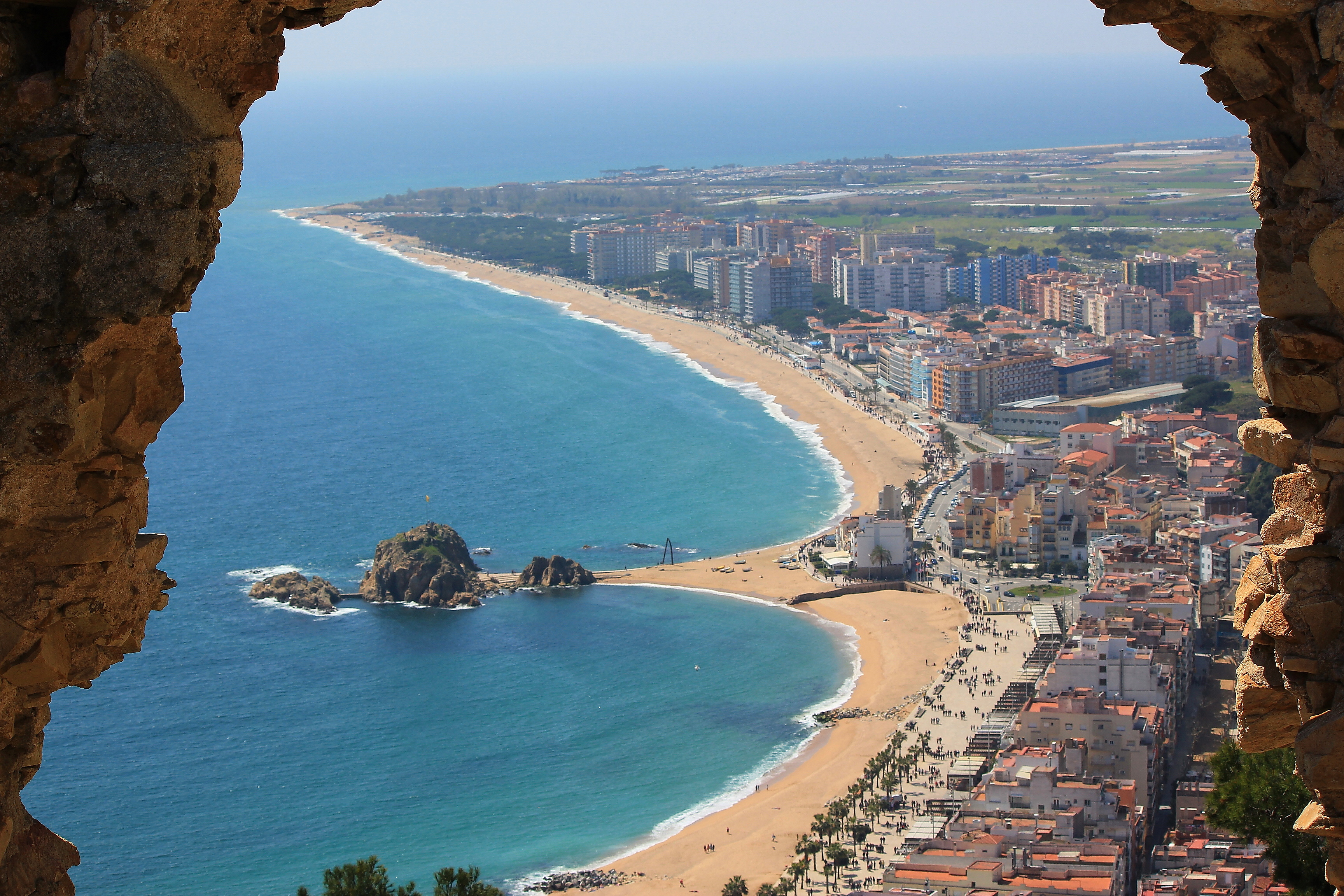
Tómbol de sa Palomera, Blanes

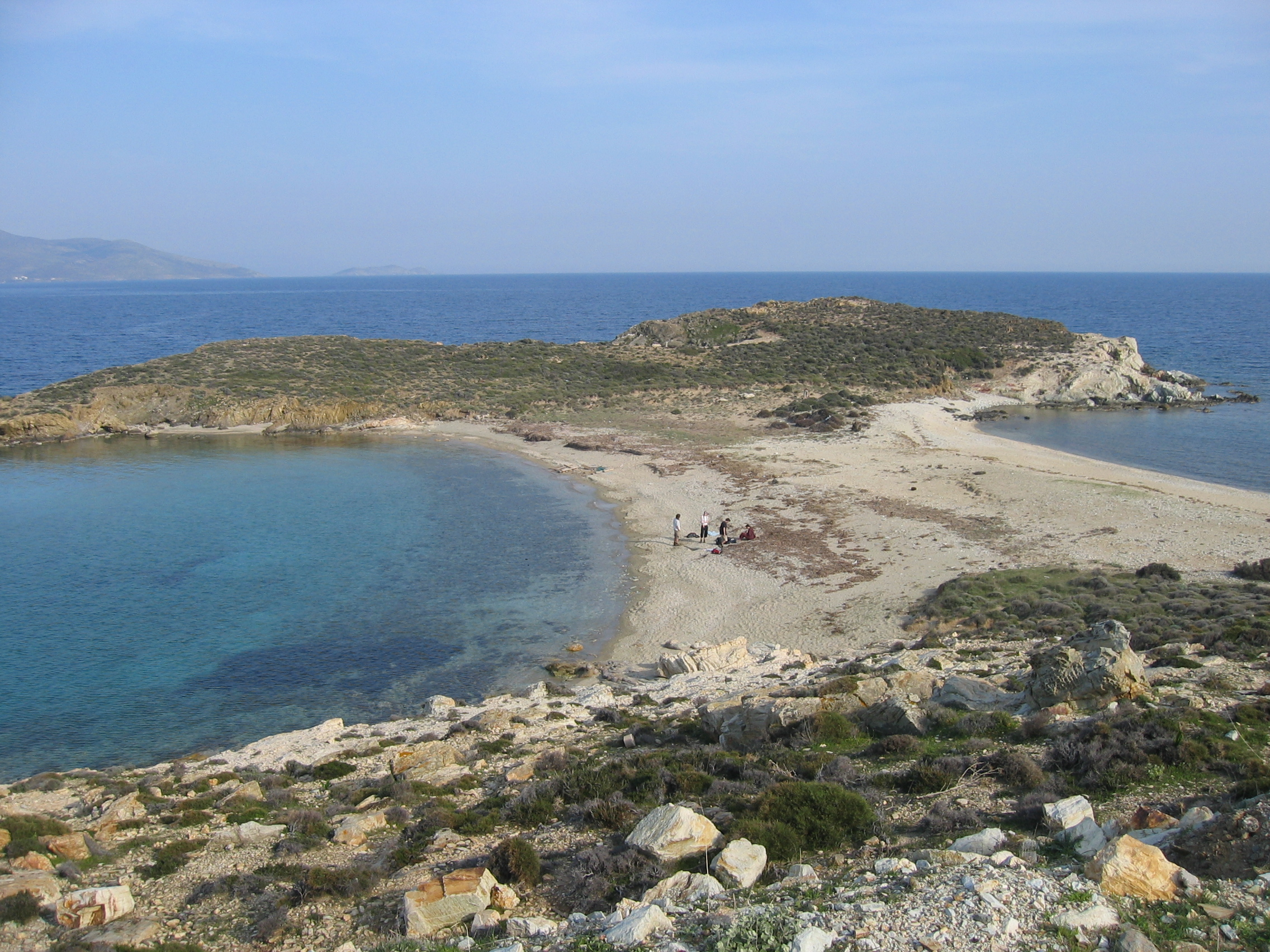
Tómbol prop de Karystos, Illa d'Eubea, Grècia

Un tómbol (terme derivat de l'italià: tombolo i aquest del llatí tumulus) és una formació geogràfica feta per un dipòsit de sediments pel qual una illa s'uneix al continent per una estreta banda de terra. Quan diverses illes han quedat unides per tómbols en barra reben el nom de grups de tómbol (tombolo cluster). Dos tómbols poden formar una llacuna (lagoon).

## Formació
- Per refracció de les onades

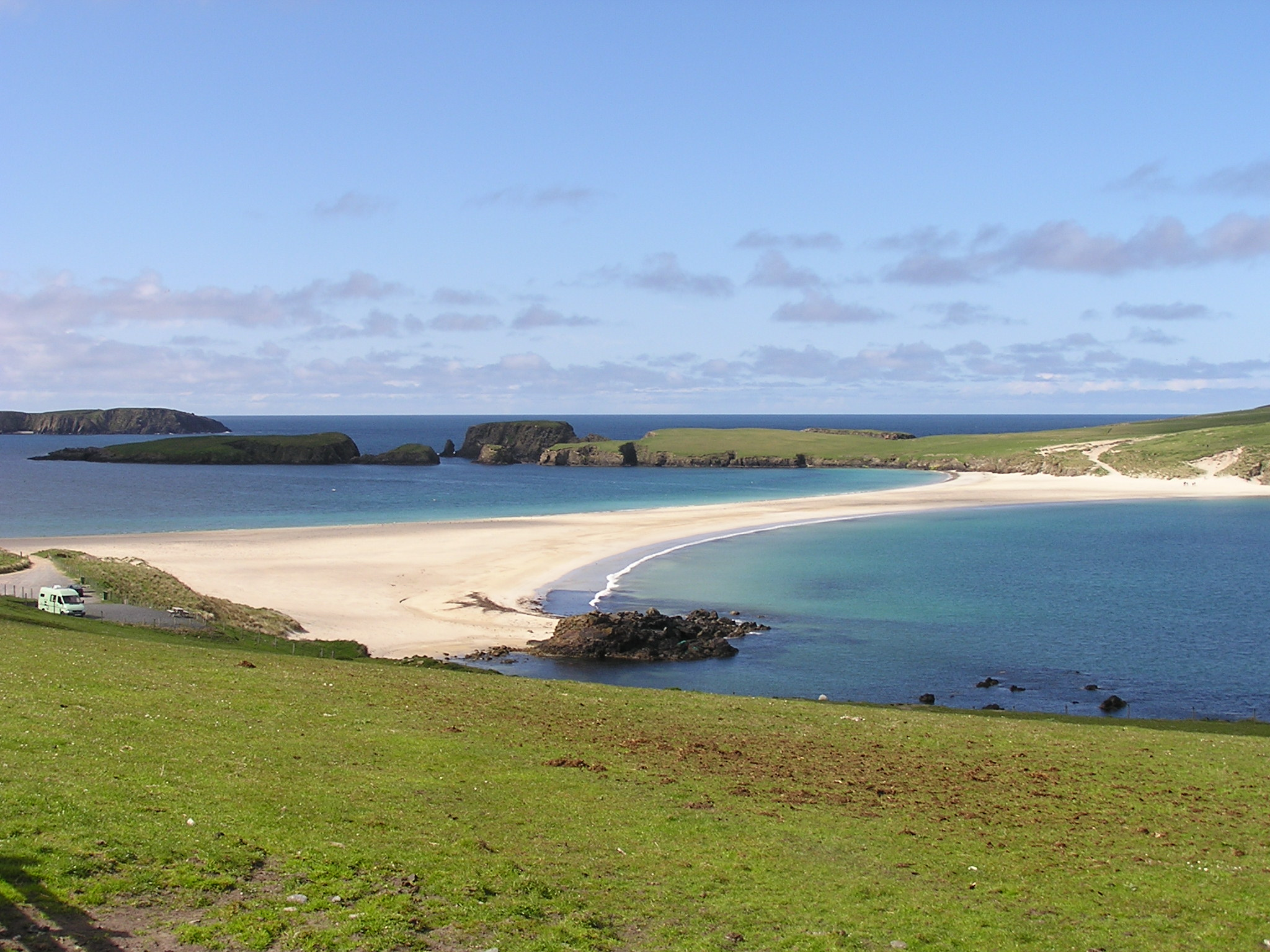
Tómbol que connecta St Ninian's Isle amb la Shetland principal

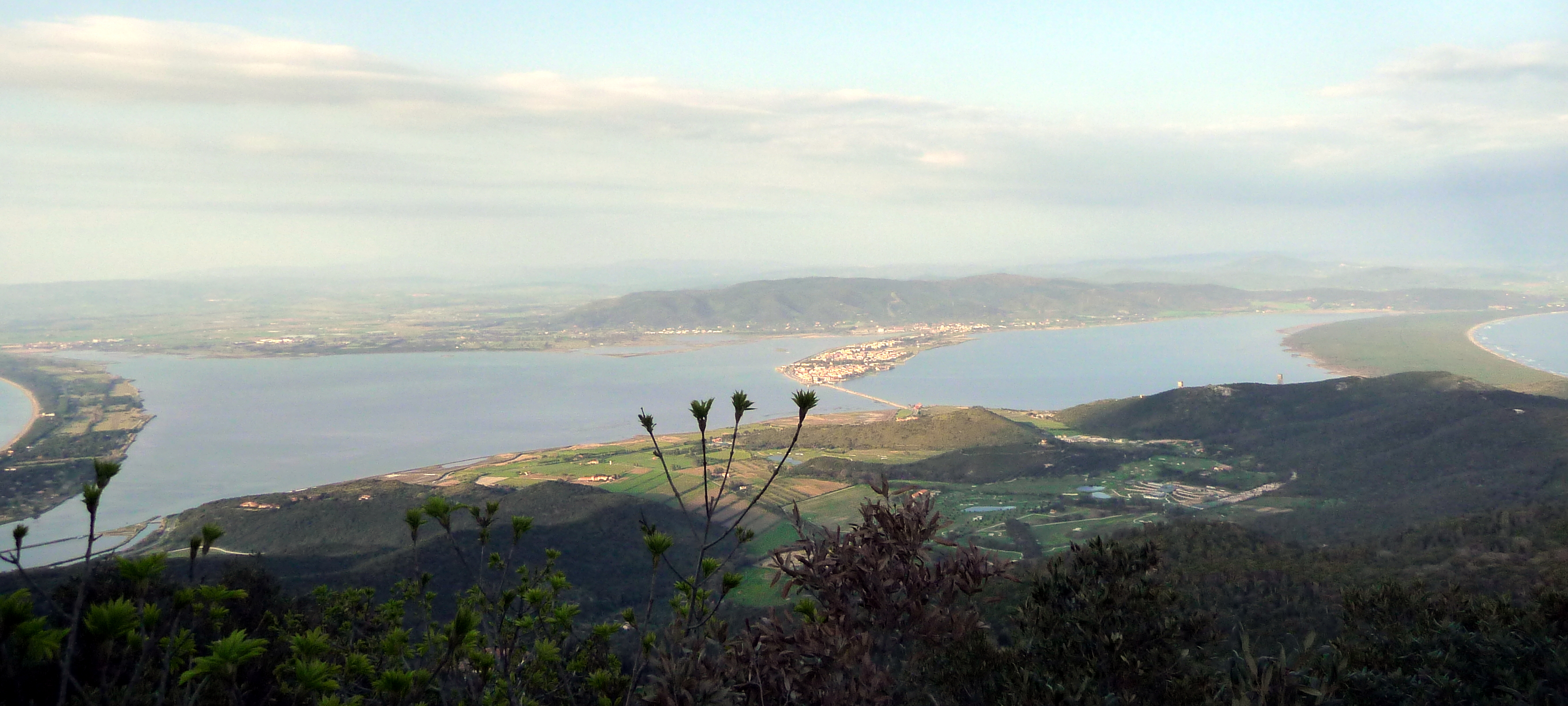
Monte Argentario, Toscana, Itàlia

Els tómbols en sentit estricte es formen per refracció de les onades. Quan aquestes s'acosten a les illes són alentides per les aigües somes que envolten les illes i pateixen una refracció al voltant de l'illa en el cantó oposat al de l'aproximació i es dipositen els materials sedimentaris i amb el temps es forma un tómbol.
- Per formació lateral

## Morfologia
Els tómbols són més propensos a fluctuacions naturals del seu perfil per acció de les marees o la meteorologia que les platges. Com que en els tómbols els materials de granulometria més fina estan ala cap d'amunt i els de granulometria més gruixuda a sota l'acció del mar pot ser més destructiva.

## Alguns tómbols notables
- Tómbol de Peníscola
- Istme d'Aden, Iemen
- Península Aupouri, Nova Zelanda
- Ayre o Swinister, Illes Shetland, Escòcia
- Cadis, Andalusia
- Las Palmas de Gran Canaria, Canàries
- Miquelon-Langlade, Saint-Pierre i Miquelon, França
- Monembasia, Lacònia, Grècia